# Toros Roslin
Vous lisez un « bon article » labellisé en 2008.
Toros (ou Thoros) Roslin (en arménien Թորոս Ռոսլին), né vers 1210 et mort vers 1270, est le plus éminent des enlumineurs arméniens du Moyen Âge classique.
Également copiste, il œuvre au scriptorium de Hromgla, principalement au service du Catholicos Constantin Ier et de Héthoum Ier, roi arménien de Cilicie, un royaume en contact avec l'Occident chrétien par l'intermédiaire des Croisés.
De son œuvre, sept manuscrits signés de sa main ont survécu ; trois autres lui sont généralement attribués. De par sa connaissance de l'art de l'Europe occidentale et de Byzance, Toros Roslin a marqué l'art de la miniature arménienne en introduisant un grand nombre de scènes nouvelles dans son iconographie, tout en perpétuant les conventions établies par ses prédécesseurs.

## Biographie

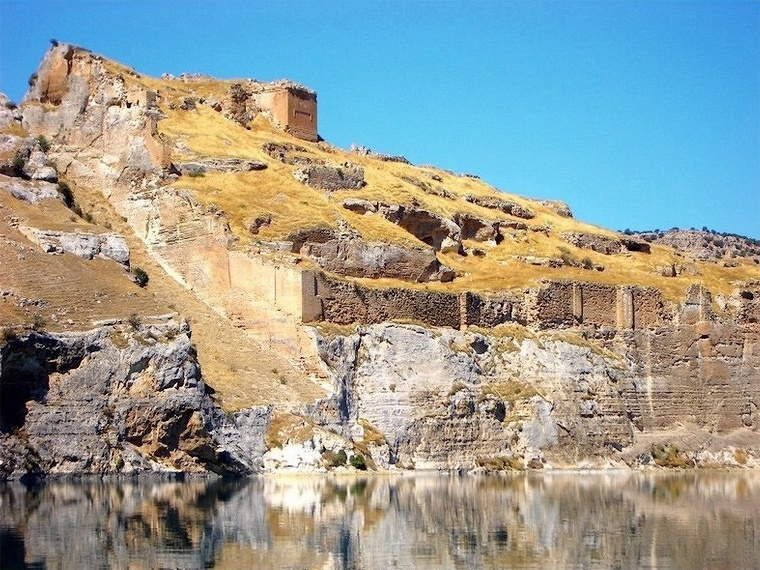
Ruines de la forteresse de Hromgla.

La vie de Toros Roslin est mal connue. Toros œuvre au scriptorium de Hromgla (et en devient même le chef), dans le royaume arménien de Cilicie, siège du Catholicos d'Arménie depuis 1151 ; il semblerait qu'il y ait également reçu sa formation, d'un artiste nommé Kirakos. On retrouve notamment parmi ses patrons le Catholicos Constantin Ier, le roi Héthoum Ier, son épouse la reine Zabel et leur fils, le prince Levon. Il réalise deux portraits de ce dernier, dont le plus ancien date de 1250 ; le second, en 1262, dépeint le prince et son épouse Keran de Lampron.
Les colophons de ses manuscrits sont une précieuse source d'informations. Dans ceux-ci, Toros apparaît en tant que chroniqueur relatant les événements de son époque.

Royaume arménien de Cilicie.

Dans le plus ancien de ses manuscrits connus, l'Évangile de Zeytoun (1256), il signe « Toros, dit Roslin ». Bien qu'au Moyen Âge, seuls les Arméniens d'extraction noble possèdent un nom, le nom Roslin n'apparaît pas parmi les familles de la noblesse arménienne. Il est possible que Toros soit issu d'une de ces unions entre Arméniens et Francs, fréquentes à l'époque dans la noblesse comme dans la classe moyenne. Toros nomme également son frère, Anton, et sollicite du lecteur qu'il se souvienne des noms de ses professeurs dans ses prières. Le professeur Levon Chookaszian, responsable de la chaire UNESCO en histoire de l'art et de la chaire d'histoire de l'art arménien de l'Université d'État d'Erevan, propose une explication plus détaillée quant à l'apparition de ce nom dans la société arménienne. Le nom Roslin viendrait d'Henri de Saint-Clair, de la famille Saint-Clair, baron de Roslin, compagnon de Godefroy de Bouillon lors de la première croisade. L'hypothèse se fonde sur la supposition que, à l'instar de plusieurs des principaux Croisés de l'époque, Saint-Clair a épousé une Arménienne. D'autres auteurs rapprochent ce nom du moyen haut-allemand roeslin « petite rose »,.
Les dates approximatives de sa naissance et de sa mort, ca. 1210-ca. 1270, peuvent être déterminées à partir des dates de ses manuscrits. À l'époque, le niveau de maîtrise affiché dans l'Évangile de Zeytoun de 1256 correspond à celui d'un artisan âgé d'au moins 25 ans. Dans le colophon de l'Évangile de 1260, Toros mentionne un fils, fournissant ainsi l'indication qu'il est probablement prêtre car les moines n'ont pas d'enfant et les laïcs n'exercent probablement pas ce métier. Ces éléments tendraient à démontrer qu'il aurait eu au moins 30 ans en 1260. Son nom n'apparaît plus après 1286, et il est probable qu'il soit mort dans les années 1270. Sa disparition coïncide avec la fin brutale des activités artistiques de Hromgla.

## Manuscrits

### Signés par Roslin
Il existe aujourd'hui sept manuscrits portant la signature de Toros Roslin, réalisés entre 1256 et 1268, et dont cinq sont copiés et illustrés par Toros.
Quatre d'entre eux sont la propriété du Patriarcat arménien de Jérusalem :
- l'Évangile de 1260 (Ms. 251)[Note 1], réalisé pour le Catholicos Constantin Ier[12] ;
- l'Évangile de 1262 (Ms. 2660)[Note 2], commandé par le prince Levon, copié à Sis par le scribe Avetis, illustré à Hromgla par Toros, et relié par Arakel Hnazandents[13] ;
- l'Évangile de 1265 (Ms. 1965)[Note 3], réalisé pour la fille de Constantin de Lampron, Keran, retirée du monde à la mort de son époux, le seigneur de Servandakar[14] ; et
- le rituel Machtots (Ms. 2027)[Note 4], commandé en 1266 par l'évêque Vartan de Hromkla, copié à nouveau par Avetis à Sis et illustré par Toros à Hromgla[14].

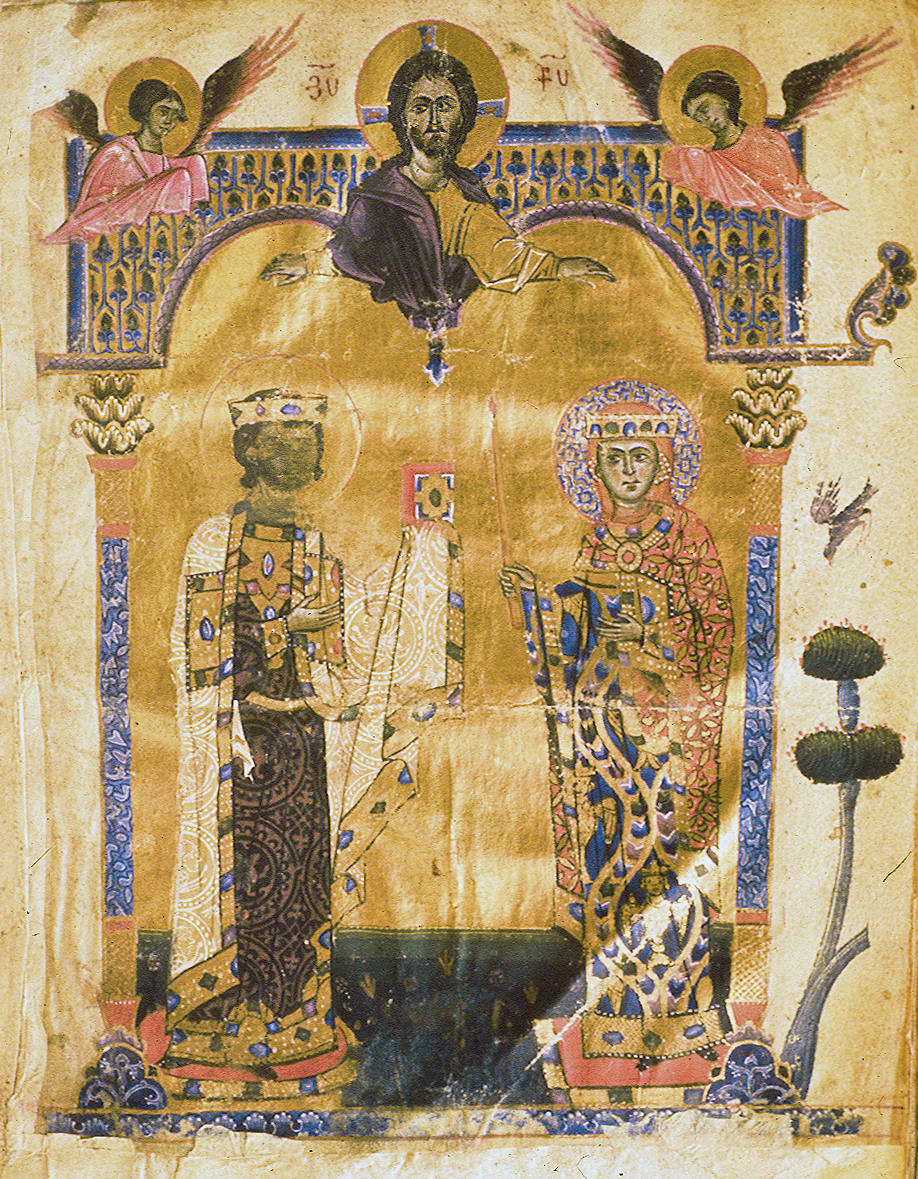
Levon et son épouse Keran, 1262, Évangile (Ms. 2660).
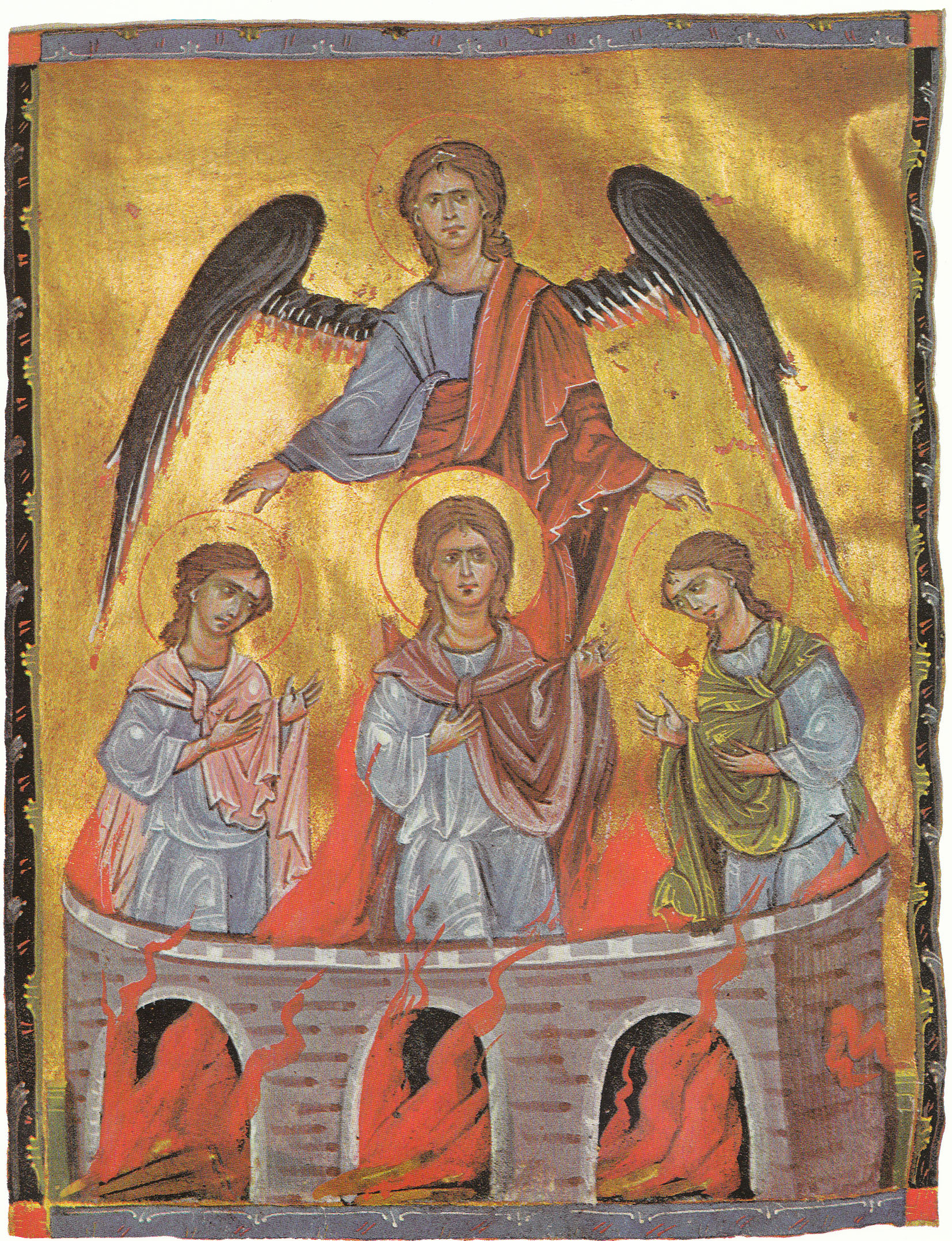
La fournaise ardente, 1266, rituel Machtots (Ms. 2027, fol. 14 V.).
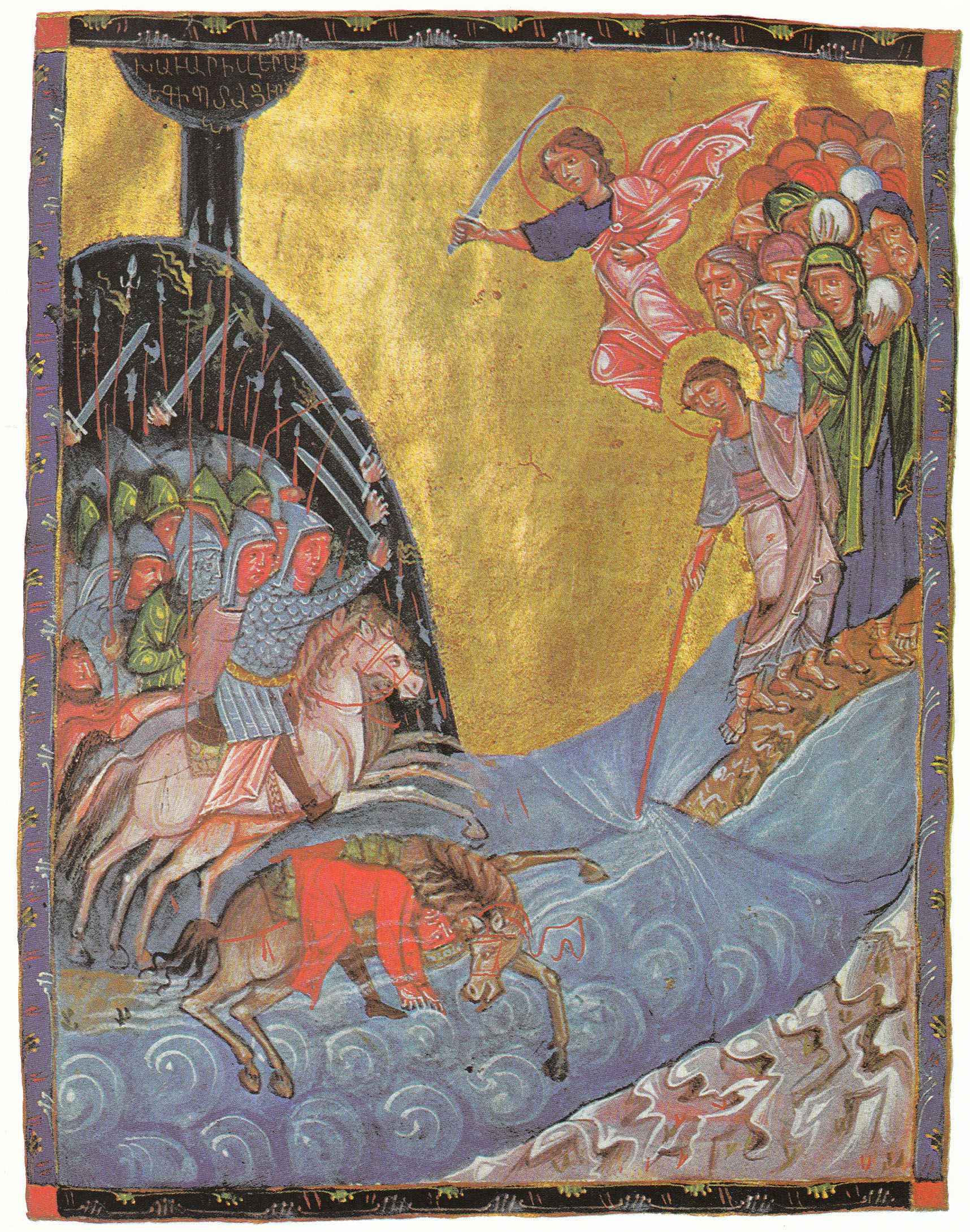
Le passage de la mer Rouge, 1266, rituel Machtots (Ms. 2027).

L'Évangile de Sébaste (Ms. 539), de 1262, est au Walters Art Museum de Baltimore. Copié pour le prêtre Toros, neveu de Constantin Ier, et rédigé en onciales, ce manuscrit est la plus somptueusement décorée des œuvres signées par Toros Roslin. Conservé à Sébaste depuis le XVIIe siècle et jusqu'au lendemain du génocide arménien, en 1919, il a été acheté dix ans plus tard par le magnat du rail américain Henry Walters à Paris, et finalement légué au musée par son épouse en 1935.
Les deux derniers manuscrits sont l'Évangile de Zeytoun (Ms. 10450) de 1256, copié pour Constantin Ier, et l'Évangile de Malatia (Ms. 10675, anciennement Ms. 3627) de 1268, commandé par Constantin Ier pour le prince Héthoum, montrant Toros au sommet de son art ; tous deux sont conservés au Matenadaran d'Erevan — à l'exception des sept premières pages de l'Évangile de Zeytoun, détenues par le Getty Museum de Los Angeles et faisant l'objet d'une demande de restitution. Ce dernier manuscrit a été offert par le Patriarche Yéghiché Derderian au Catholicos Vazgen Ier, qui l'a remis au Matenadaran. Toros décrit dans ses colophons le sac brutal d'Antioche par le sultan mamelouk Baybars.

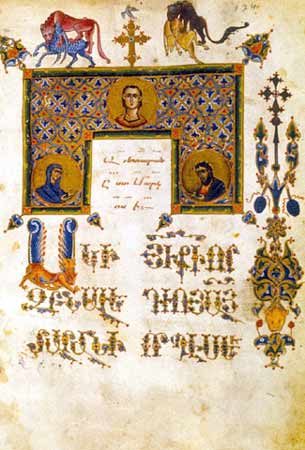
Première page de l'Évangile selon Marc, Évangile de Zeytoun, 1256, Matenadaran (Ms. 10450).
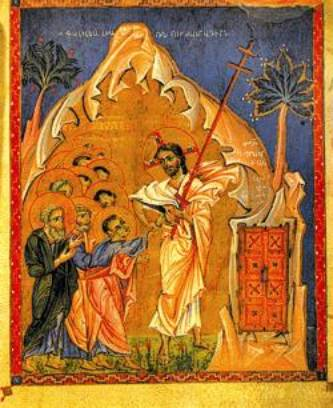
L'incrédulité de saint Thomas, Évangile de Malatia, 1268 (Ms. 10675).
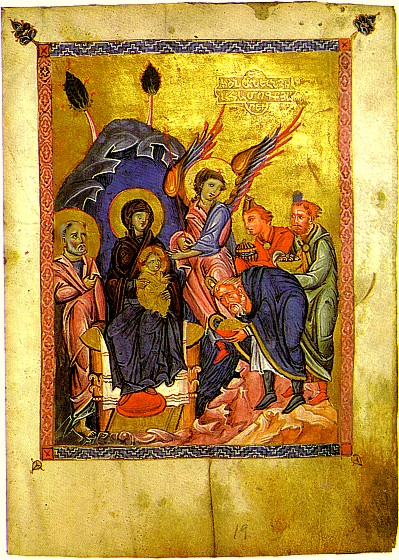
Nativité, Évangile de Malatia, 1268 (Ms. 10675).
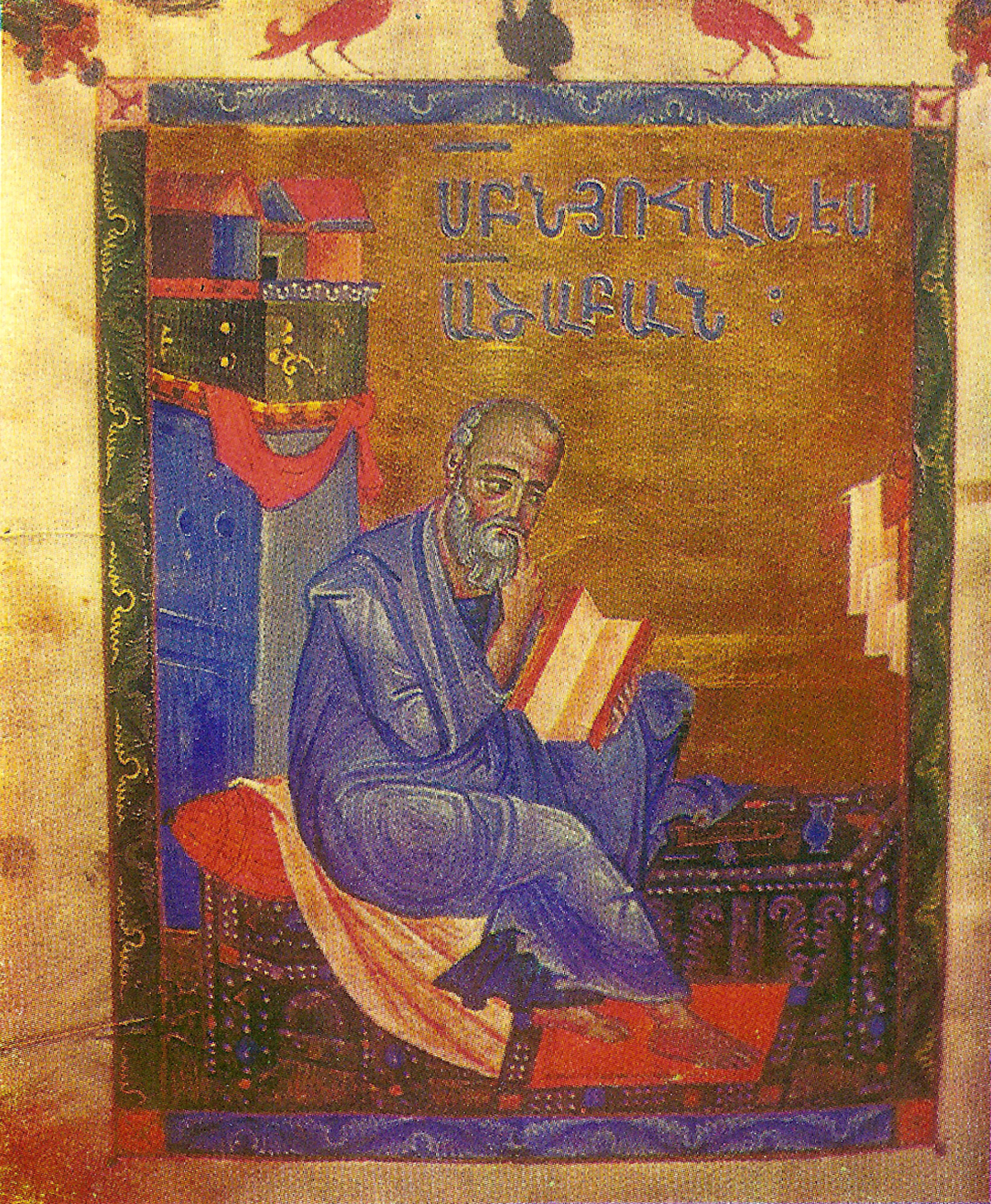
Saint Jean, Évangile de Malatia, 1268 (Ms. 10675).

### Attribués à Roslin

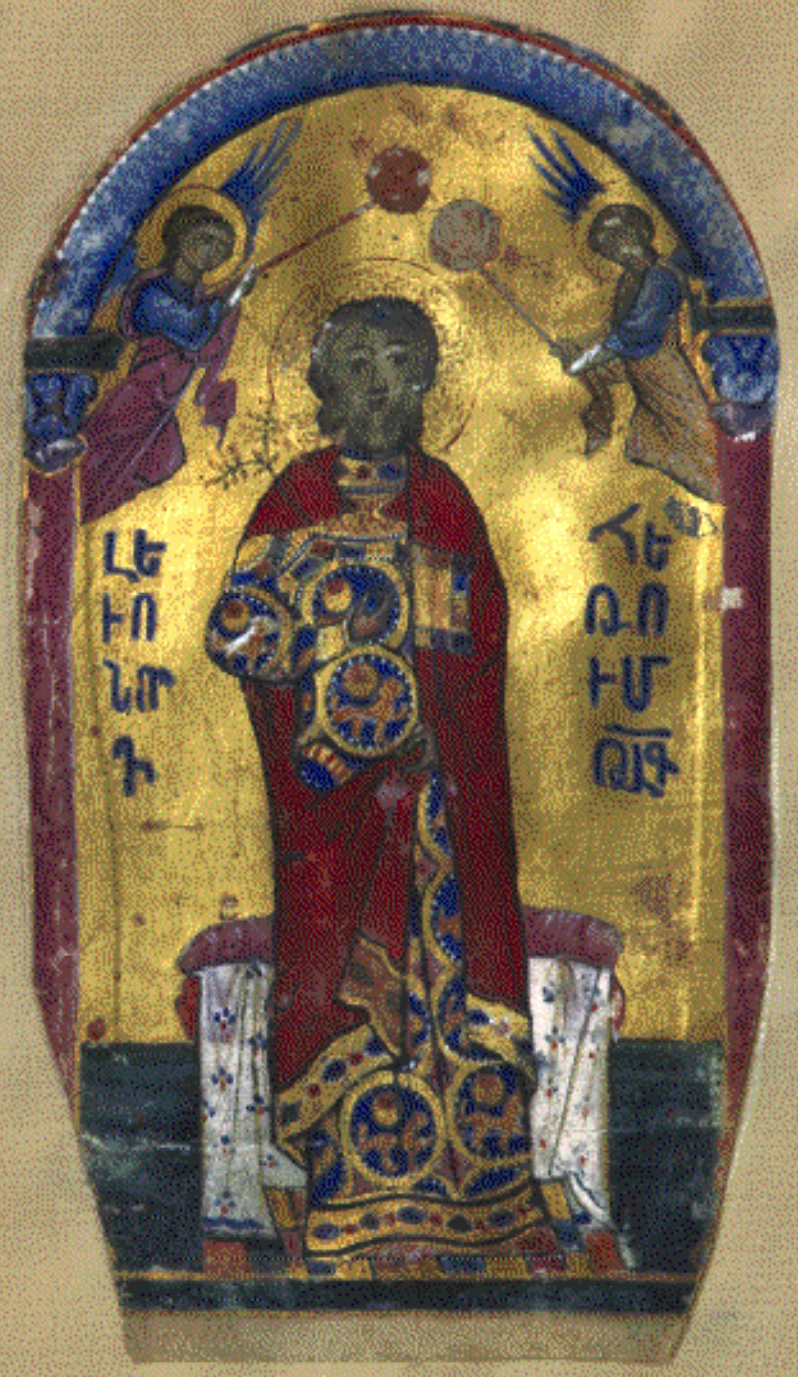
Portrait du prince Levon, 1250, Matenadaran (Ms. 8321).

Plusieurs manuscrits contemporains dépourvus de colophon ont parfois été attribués à Toros Roslin (trois en général). Le manuscrit Ms. 8321, dont les restes ont été conservés à Nor Nakhitchevan (aujourd'hui un quartier de Rostov-sur-le-Don) avant de se retrouver à Erevan, est une commande de Constantin Ier offerte à son filleul, le prince Levon. Le portrait de ce dernier, placé par erreur dans le Ms. 7690, a été réinséré dans ce manuscrit, à sa place originelle ; la dédicace qui faisait face au portrait est aujourd'hui perdue. Le portrait montre le prince dans son adolescence, habillé d'une tunique bleue ornée de lions passant inscrits dans des anneaux d'or et surmontés d'un joyau en or ; deux anges drapés de bleu clair et de rose maintiennent leur rhipidia (éventail liturgique) au-dessus du prince. Ces œuvres sont stylistiquement plus proches de celles peintes par Toros que celles d'autres artistes actifs à Hromgla dans les années 1250.
Un autre manuscrit endommagé, le Ms. 5458, aujourd'hui à Erevan, est souvent attribué à Toros Roslin ; trente-huit pages en vélin d'un Évangile selon saint Jean lui ont en effet été incorporées à la fin du XIVe ou au début du XVe siècles, au Vaspourakan. Le prêtre Hovhannès, qui a sauvé les restes de cet ancien manuscrit, rapporte dans un colophon qu'il a souffert de le voir tomber aux mains des « infidèles » comme « un agneau livré aux loups », et qu'il l'a restauré afin que « le mémorial royal qu'il contenait ne puisse être perdu ». Intégré dans les colophons originels, ce mémorial indique que le manuscrit a été réalisé au siège de Hromgla en 1266 pour le roi Héthoum. Les onciales sont identiques à celles du Ms. 539, et l'ornementation des deux manuscrits est similaire.
Un autre manuscrit attribué à Toros Roslin et à ses apprentis, le Ms. 32.18, est conservé à la Freer Gallery of Art à Washington. Les colophons sont perdus, mais le nom du commanditaire, le prince Vassak, frère du roi Héthoum Ier, est conservé dans un médaillon en marge (« Seigneur, bénis le baron Vassak ») ainsi que dans la bordure supérieure de la Résurrection de Lazare (« Seigneur, prends pitié de Vassak, Ton serviteur, le propriétaire de ceci, Ton saint Évangile ») ; les onciales (ou erkat'agir) et l'ornementation correspondent à celles des manuscrits Ms. 539 et Ms. 5458. Ce prince avait été envoyé par son frère au Caire en 1268 afin de livrer la rançon et d'obtenir la libération du prince Levon et de milliers d'autres otages, capturés après la désastreuse bataille de Mari. Le succès de cette mission avait permis leur retour au pays le 24 juin 1268. À cette date, Toros avait déjà achevé la copie et l'illustration du Ms. 10675 et, son commanditaire principal, Constantin Ier, étant mort, il aurait pu être disponible pour travailler sur une œuvre pour un autre commanditaire, tel le prince Vassak.

## L'art de Toros Roslin

### Style
Tout en restant classique, son style se distingue par la délicatesse du traitement chromatique, d'une gamme étendue rehaussée d'or, la représentation des visages et des vêtements, une ligne élégante et précise, et l'expression des émotions. Ses miniatures occupent souvent la surface entière d'une page, ou parfois simplement une portion, ou sont incorporées au texte, en harmonie avec le reste de la décoration.

### Iconographie
Esprit curieux à la recherche de voies nouvelles pour exprimer la foi arménienne, Toros Roslin a introduit un grand nombre de scènes dans son iconographie, se fondant sur sa connaissance de l'art de l'Europe occidentale, tout en perpétuant les conventions établies par ses prédécesseurs. Il a enrichi l'enluminure arménienne par l'introduction de nouvelles thématiques artistiques comme l'incrédulité de saint Thomas ou le passage de la mer Rouge, qui existaient dans l'enluminure byzantine depuis longtemps, mais n'avaient pas été repris en Arménie. L'enluminure de Toros présente par ailleurs des points communs avec la miniature et la peinture monumentale byzantines, qu'il réinterprète en se libérant de leurs normes contraignantes ; un exemple est la Nativité de l'Évangile de 1260 (Ms. 251), qui représente la Vierge et le Christ assis sur un trône ainsi que saint Matthieu dans le coin inférieur, une combinaison typique de la période comnène. Il a en outre donné un second souffle au genre des portraits royaux, ses manuscrits comprenant les premiers de ces portraits consacrés aux rois arméniens de Cilicie.
Toros ajoute de nouvelles créatures zoomorphes au répertoire traditionnel peuplé de sphinx ailés et de sirènes : des hommes à têtes de chien ou de bouc portant des branchages fleuris apparaissent ainsi aux côtés de divers quadrupèdes et oiseaux. Toros utilise ce bestiaire sur la première page de chaque Évangile ainsi qu'au début des péricopes, où il élabore des lettres florales ou zoomorphes à l'aide de toutes sortes de créatures, comme des perroquets.

### Canons de concordances
La principale innovation de Toros Roslin en ce qui concerne les canons de concordances est l'ajout de portraits en buste. Dans l'Évangile de 1262 (Ms. 2660), Eusèbe de Césarée et Carpien sont représentés dans les marges de la Lettre d'Eusèbe à Carpien ; Toros a également réalisé de tels portraits de David, Moïse et saint Jean Baptiste. Ce genre d'ornementation est inhabituel, s'agissant des canons : bien que des portraits de prophètes soient parfois présents dans ces textes dès le VIe siècle (Évangiles de Rabula, en syriaque), leur lien avec les Évangiles n'a encore jamais été aussi explicite, avec la mention de leurs prophéties messianiques. Toros exprime ainsi l'accomplissement des promesses de l'Ancien Testament dans les Évangiles, tout en reflétant l'aspiration des rois arméniens de Cilicie à jouer un rôle dans la reconquête de Jérusalem.

## Postérité et étude
Aucun des contemporains de Toros Roslin ou de ses élèves (à l'époque de l'Évangile de 1265, Toros dispose déjà de ses propres apprentis) ne le mentionne dans ses œuvres et, au cours des siècles suivants, son nom n'apparaît qu'à une seule reprise, lorsque le scribe Mikayel découvre dans son monastère de Sébaste, à la fin du XVIIe siècle, un évangéliaire illustré en 1262 par le « célèbre scribe Roslin », qu'il copie.
Toros Roslin fait partie de ces miniaturistes qui ont influencé les peintres arméniens modernes, comme Martiros Sarian et Minas Avétissian. En 1944, le peintre expressionniste abstrait américain d'origine arménienne Arshile Gorky, grand admirateur de Toros, écrit dans une lettre à sa sœur : « Toros Roslin est la Renaissance. Quelle électricité l'homme contient-il ! Pour moi, il est le plus grand artiste que le monde ait produit avant l'époque moderne, et son utilisation des dimensions n'est surpassée que par le cubisme. Une dimensionnalité magistrale, insurpassée. Je m'incline devant notre Toros ».
Une statue en basalte de Toros Roslin, de 3,4 m de haut, est érigée en 1967 à l'entrée du Matenadaran, aux côtés de cinq autres Arméniens illustres. Dessinée par Marc Grigorian, elle est sculptée par Arsham Shahinyan.
Une académie des beaux-arts portant son nom est fondée en 1981 par l'association culturelle arménienne Hamazkaïne à Beyrouth, au Liban.
Ayant dédié des années d'étude à l'œuvre de Toros Roslin, l'historienne de l'art Sirarpie Der-Nersessian, spécialiste des miniatures ciliciennes, lui consacre le plus long chapitre de son ouvrage principal, publié après sa mort, Miniature Painting in the Armenian Kingdom of Cilicia. Elle y souligne sa « capacité à transmettre une profonde émotion sans emphase indue », « égalant [dans certaines de ses œuvres] en termes de qualité artistique plusieurs des plus belles miniatures byzantines ».